# Triplophos
Triplophos is een monotypisch geslacht van straalvinnige vissen uit de familie van de borstelmondvissen (Gonostomatidae).

## Soort
- Triplophos hemingi (McArdle, 1901)